# Брестовица (Пловдивская область)
Брестовица (болг. Брестовица) — село в Болгарии. Находится в Пловдивской области, входит в общину Родопи. Население составляет 3 429 человек.

## Политическая ситуация
В местном кметстве Брестовица, в состав которого входит Брестовица, должность кмета (старосты) исполняет Георги Костадинов Митырчев (Болгарская социалистическая партия (БСП)) по результатам выборов.
Кмет (мэр) общины Родопи — Йордан Георгиев Шишков (Болгарская социалистическая партия (БСП)) по результатам выборов.